# Барбарийская полосатая мышь
Барбарийская полосатая мышь (лат. Lemniscomys barbarus) — мелкий грызун подсемейства мышиные, обитающий в Африке.
Длина тела от 8 до 12 см, длина хвоста примерно такая же. Вес от 30 до 40 грамм. В природе редко живут дольше шести месяцев. В неволе живут до 3-х лет. Активны в сумеречное и ночное время. Самцы становятся половозрелыми в возрасте 10 недель, самки — через 5—6 месяцев. Продолжительность беременности составляет 21 день. В одном помёте бывает в среднем 5 детёнышей.
Это средиземноморский эндемичный вид. Страны проживания: Алжир, Марокко, Тунис. Проживает от уровня моря до, по крайней мере 1000 метров над уровнем моря. Населяет средиземноморские кустарники и леса, а также пахотные земли.